# Morsott
Morsott (în arabă مرسط) este o comună din provincia Tébessa, Algeria.
Populația comunei este de 17.238 de locuitori (2008).